# Neophemula vitrina
Neophemula vitrina är en fjärilsart som beskrevs av Charles Oberthür 1909. Neophemula vitrina ingår i släktet Neophemula och familjen björnspinnare. Inga underarter finns listade i Catalogue of Life.